# Julian Godlewski
Julian August „Jul” Godlewski h. Gozdawa (ur. 17 sierpnia 1903 we Lwowie, zm. 4 lutego 1983 w Warszawie) – polski prawnik, mecenas sztuki polskiej, filantrop, działacz polonijny.

## Życiorys
Urodził się w znanej lwowskiej rodzinie Włodzimierza – prezesa Izby Adwokackiej we Lwowie, i Anny Heleny Georginy z Zachariewiczów (1873–1966). Jego dziadek ze strony matki, Julian Zachariewicz, był architektem, profesorem i rektorem Politechniki Lwowskiej.
W 1920 jako niepełnoletni ochotnik wstąpił do 8. Pułku Ułanów Księcia Józefa Poniatowskiego, by wziąć udział w wojnie z bolszewikami. Po zakończeniu działań bojowych został odesłany do szkoły. W 1921 uzyskał świadectwo dojrzałości w lwowskim Wyższym i Realnym Gimnazjum im. Adama Mickiewicza, a następnie, kontynuując rodzinną tradycję, ukończył studia na Wydziale Prawa Uniwersytetu Jana Kazimierza we Lwowie. Później uzyskał stopień doktora praw. Przed II wojną światową był referendarzem w Ministerstwie Spraw Zagranicznych.
W czasie wojny był podporucznikiem Polskich Sił Zbrojnych, w szeregach 1 Dywizji Pancernej, dowodzonej przez generała Stanisława Maczka. W 1944 został ciężko ranny w bitwie pod Falaise. 1 stycznia 1946 został awansowany na stopień porucznika w korpusie oficerów kawalerii.
Po wojnie pozostał za granicą. Podczas pobytu w Stanach Zjednoczonych był przez krótki okres adiutantem i tłumaczem generała Tadeusza Bora-Komorowskiego. Następnie przebywał w Argentynie, gdzie uzyskał obywatelstwo, a potem wrócił do Europy. Przez długi czas piastował wysokie stanowisko w zarządzie koncernu stalowego Thyssena. Na stałe mieszkał w Lugano w Szwajcarii, wynajmując przez niemal trzydzieści lat apartament w hotelu „Splendide Royal”. Należał do Koła Lwowian w Londynie.
Od 1962 regularnie przyjeżdżał do Polski z corocznymi, kilkutygodniowymi wizytami. Na krótko przed śmiercią powrócił do kraju i zamieszkał w Warszawie. Został pochowany na Cmentarzu Wojskowym na Powązkach w Warszawie (kwatera B23-9-27).

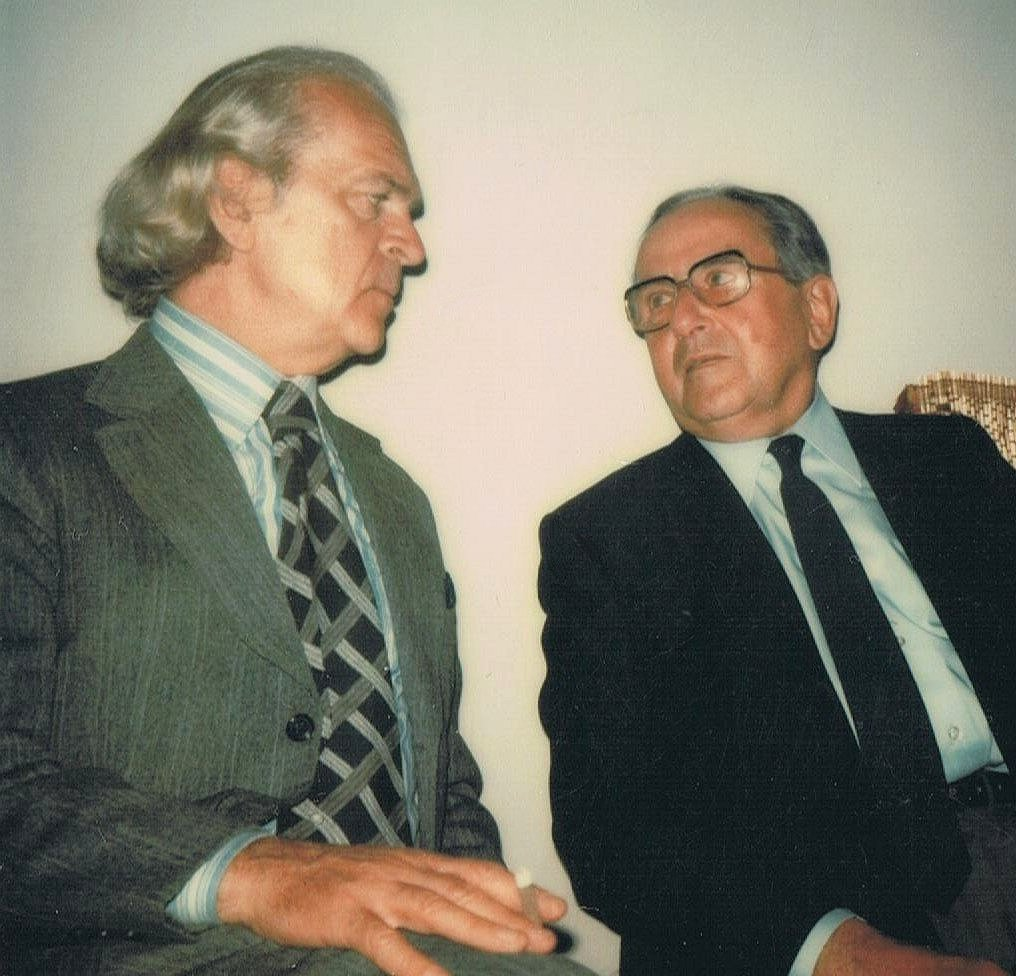
Julian Godlewski i pianista Witold Małcużyński, Warszawa 1976

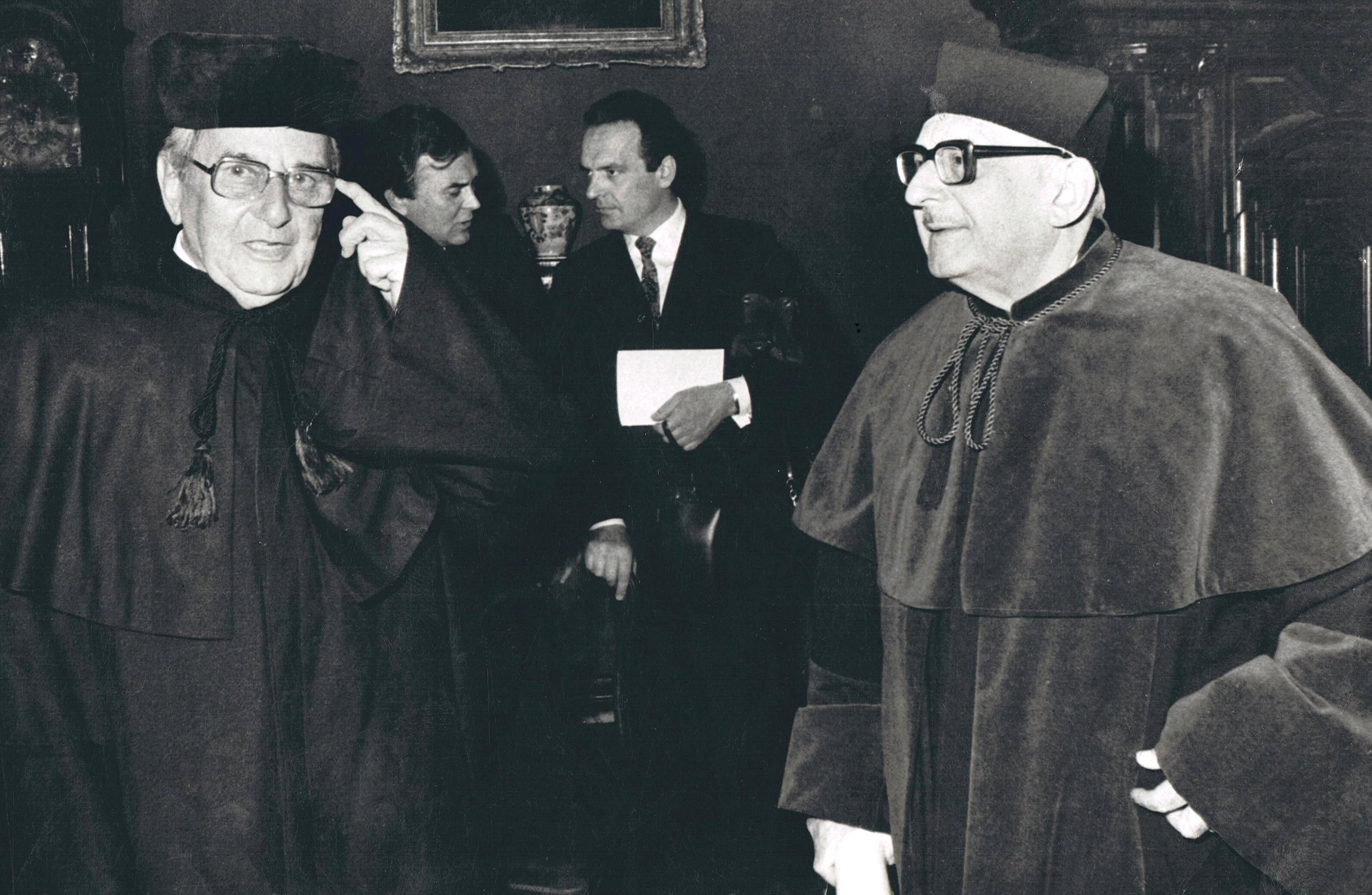
Julian Godlewski i prof. Jerzy Szablowski po uroczystości przyznania honorowego doktoratu, UJ 1981

## Filantropia
Od lat 50. XX w. niemal do końca życia wspierał Muzeum Polskie w szwajcarskim Rapperswilu, stając się z czasem jego głównym sponsorem. Zbiór obrazów muzeum powstał w znacznym stopniu dzięki podarowanym placówce arcydziełom z jego prywatnej kolekcji.
Był także jednym z największych dobroczyńców Wawelu. W latach 1962–1977 zakupił dla krakowskiego Zamku Królewskiego osiem niezwykle cennych zabytków. Były to m.in. portrety: Władysława Zygmunta Wazy (późniejszego króla Władysława IV), powstały w pracowni P. P. Rubensa w początkach XVII w.; Gian Giacomo Caraglia (nadwornego złotnika króla Zygmunta II Augusta), namalowany przez Parisa Bordone w 1552; oraz Adama Kazanowskirgo (podkomorzego koronnego), wykonany przez Peetera Danckersa de Rij w 1638. Pozostałe dary to m.in. kielich Kazimierza Wielkiego z 1351 i arrasu z herbami Dymitra Chaleckiego (podskarbiego wielkiego litewskiego za panowania Stefana Batorego).
W uznaniu jego zasług dla Wawelu na jednej z zamkowych ścian umieszczono pamiątkową tablicę z jego nazwiskiem. Natomiast Senat Uniwersytetu Jagiellońskiego w maju 1981 nadał mu tytuł doktora honoris causa.
Przez wiele lat subsydiował Zakład dla Niewidomych w Laskach, Wydział Filozoficzny Salezjańskiego Seminarium Duchownego istniejący wówczas w Czerwińsku oraz Polski Związek Alpinizmu (wcześniej: Klub Wysokogórski), przyczyniając się po części do sukcesów kilku słynnych wypraw himalaistycznych z lat 70. i 80., m.in. pierwszego zimowego wejścia na Mount Everest przez ekspedycję kierowaną przez Andrzeja Zawadę na przełomie 1979/1980. Wspierał także finansowo budowę warszawskiego Centrum Zdrowia Dziecka oraz był fundatorem wielu stypendiów dla osób prywatnych.
Dla upamiętnienia matki utworzył literacką Nagrodę im. Anny Godlewskiej, przyznawaną polskim artystom, tworzącym w kraju i na emigracji. Laureatami jej byli m.in. Zofia Bohdanowiczowa, Józef Mackiewicz, Jerzy Giedroyć, Mieczysław Grydzewski, Józef Czapski i Marian Hemar. W 1980 założył fundację swojego imienia, która corocznymi dotacjami wspierała m.in. Szpital Kantonalny (Ospedale Civico) w Lugano i dom dla młodzieży niepełnosprawnej w Sorengo. Po wyczerpaniu kapitału fundacja została rozwiązana w 2004.

## Ordery i odznaczenia
- Komandor Orderu Zasługi Polskiej Rzeczypospolitej Ludowej
- Krzyż Walecznych
- Złoty Krzyż Zasługi z Mieczami
- Złoty Krzyż Zasługi (31 stycznia 1939)[3]
- Krzyż Wojenny (Francja)